# 旭ヶ丘停留場
旭ヶ丘停留場（あさひがおかていりゅうじょう）は、富山県高岡市江尻にある万葉線の停留場。

## 歴史
- 1948年（昭和23年）4月10日：富山地方鉄道の地鉄高岡（現・高岡駅） - 伏木港間の開業により中間駅として開設。
- 1959年（昭和34年）4月1日：事業譲渡により、加越能鉄道の駅となる。
- 2002年（平成14年）4月1日：事業譲渡により、万葉線の駅となる。
- 2020年（令和2年）5月1日：光陽興産株式会社のネーミングライツ（命名権）取得により陽だまりの湯 旭ヶ丘の愛称を使用開始[2]。

## 停留場構造
千鳥式ホーム2面2線の地上駅で、上屋およびスロープが設置され、バリアフリー化されている。 
2004年（平成16年）までは日本ゼオン高岡工場・日本曹達高岡工場の専用鉄道との平面交差があった。

## 停留場周辺
- 高岡旭ヶ丘簡易郵便局
- 陽だまりの湯（スーパー銭湯）

## 隣の停留場
万葉線
■万葉線（高岡軌道線）
江尻停留場 - 旭ヶ丘停留場 - 荻布停留場